# Высотино (Вологодская область)
Высотино — деревня в Устюженском районе Вологодской области.
Входит в состав Устюженского сельского поселения, с точки зрения административно-территориального деления — в Устюженский сельсовет.
Расстояние по автодороге до районного центра Устюжны — 11 км. Ближайшие населённые пункты — Брилино, Дягилево, Новинки, Шилово.
По переписи 2002 года население — 15 человек.